# روبرت بيترسون (سياسي كندي)
روبرت دبليو بيترسون (19 أكتوبر 1937 - 5 نوفمبر 2020)، هو سياسي كندي كان سيناتورًا كنديًا ليبراليًا من ساسكاتشوان. تم تعيينه في مجلس الشيوخ من قبل رئيس الوزراء بول مارتن في 24 مارس 2005.